# Blängsmossen
Blängsmossen ist ein Hochmoor auf dem Berg Billingen in der schwedischen Gemeinde Skövde.
Das 447,7 Hektar große Hochmoor Blängsmossen ist ein Versumpfungsmoor, das sich aus einem versumpften Wald entwickelt hat. Das Moor ist vor allem für seine reiche Vogelfauna bekannt. Seit 1997 ist es ein Naturschutzgebiet und Teil des europäischen Netzwerkes Natura 2000.